# Modelle von Gehörlosigkeit
Die Modelle von Gehörlosigkeit haben ihre Wurzeln entweder in den Sozial- oder den Biowissenschaften. Das Modell, durch das gehörlose Menschen betrachtet werden, kann sich darauf auswirken, wie sie behandelt werden und wie sie sich selbst wahrnehmen. Im kulturellen Modell gehören Gehörlose einer Kultur an, in der sie weder gebrechlich noch behindert sind, sondern über eine eigene, vollständig grammatikalische und natürliche Sprache verfügen. Im medizinischen Modell wird Gehörlosigkeit als unerwünscht angesehen, und es ist sowohl im Interesse des Einzelnen als auch der Gesellschaft als Ganzes, diesen Zustand zu „heilen“. Das soziale Modell versucht, die Schwierigkeiten gehörloser Menschen zu erklären, die auf ihr Umfeld zurückzuführen sind.

## Kulturelles Modell
Im kulturellen Modell der Gehörlosigkeit sehen sich Gehörlose als sprachliche und kulturelle Minderheit und nicht als „Behindertengruppe“. Vertreter der Gehörlosenkultur verwenden ein großes „T“, um zwischen kultureller Gehörlosigkeit und pathologischer Gehörlosigkeit zu unterscheiden.
Die Gehörlosenkultur zeichnet sich dadurch aus, dass Hörbehinderung nicht als „Verlust“ oder als negative Beeinträchtigung der Lebensqualität angesehen wird. Es ist ein Vorteil für die Gehörlosengemeinschaft, in Verhalten, Werten, Kenntnissen und Gebärdensprachkompetenz taub zu sein. Die Erfahrung der Gehörlosen, einer sprachlichen Minderheit anzugehören, ist vergleichbar mit der Muttersprache anderer Minderheiten und wichtig für die Gruppenidentifikation und den Erhalt ihrer Kultur. Gehörlosenvereine (wie die NAD – The National Association of the Deaf) und Gehörlosenschulen haben maßgeblich zum Erhalt der Gebärdensprache und der Gehörlosenkultur beigetragen. Internate für gehörlose Kinder spielen eine wichtige Rolle bei der Vermittlung der reichen Kultur und Sprache, da sie ideale Umgebungen für Kinder bieten, um Gebärdensprache zu erlernen und zu beherrschen und gehörlosenkulturelle Werte weiterzugeben. Wie alle Bildungseinrichtungen sind diese Umgebungen entscheidend, um gehörlosen Kindern wertvolle Lebenserfahrungen und Fähigkeiten zu vermitteln, die ihnen helfen, in jedem Umfeld, in dem sie sich befinden, erfolgreich zu sein.
Anstatt die Ansicht zu teilen, dass Taubheit eine „persönliche Tragödie“ sei, stellt die Gehörlosengemeinschaft das medizinische Modell der Taubheit gegenüber, indem sie alle Aspekte der Gehörlosigkeitserfahrung als positiv betrachtet. Die Geburt eines gehörlosen Kindes wird als Grund zum Feiern gesehen. Gehörlose Menschen verweisen auf die Perspektive der Kindererziehung, die sie mit hörenden Menschen teilen. Beispielsweise können hörende Eltern das Gefühl haben, dass sie aufgrund ihrer Erfahrung und ihres tiefen Verständnisses der hörenden Situation eine Beziehung zu ihrem hörenden Kind aufbauen können. Daraus folgt, dass gehörlose Eltern die Erziehung eines gehörlosen Kindes leichter haben, da gehörlose Eltern die Gehörlosigkeit genau kennen. Der Erfolg gehörloser Eltern zeigt sich in den schulischen Leistungen. Gehörlose Kinder gehörloser Eltern, die von Geburt an in Gebärdensprache kommunizieren, schneiden in der Regel in der Schule besser ab als andere gehörlose Kinder hörender Eltern. Dazu gehören Kinder, die sich mithilfe von Sprache und Lippenlesen, Prothesen wie Cochlea-Implantaten, Hörgeräten und künstlichen Sprachsystemen wie Signing Exact English und Cued Speech angepasst haben. Gehörlose Kinder, die von Geburt an Gebärdensprachen erlernen, erreichen auch sprachliche Meilensteine in ähnlichem Tempo wie ihre hörenden Altersgenossen, im Gegensatz zu gehörlosen Kindern hörender Eltern, die sprechen lernen.
Mitglieder der Gehörlosengemeinschaft definieren Taubheit als eine Frage kulturell bedingter Verhaltensweisen und nicht als einen audiologischen Faktor. Daher sind die Mitglieder der Gehörlosengemeinschaft in der Regel (aber nicht ausschließlich) gehörlose Menschen, insbesondere von Geburt an gehörlose Menschen, deren Hauptsprache die Gebärdensprache ihres Landes oder ihrer Gemeinschaft ist, sowie deren hörende oder gehörlose Kinder (hörende Kinder gehörloser Erwachsener werden üblicherweise als CODAs bezeichnet: Child of Deaf Adult), Familien, Freunde und andere Mitglieder ihrer sozialen Netzwerke. Dieses kulturelle Modell der Gehörlosigkeit stellt die natürliche Entwicklung der sozialen Netzwerke einer sprachlichen Minderheitsgruppe dar. Aus dem konzeptionellen Rahmen des kulturellen Modells ergeben sich implizite Fragen wie: „Wie wird Gehörlosigkeit durch das physische und soziale Umfeld beeinflusst, in das sie eingebettet ist? Welche voneinander abhängigen Werte, Sitten , Kunstformen, Traditionen, Organisationen und Sprachen charakterisieren diese Kultur?“

## Sozialmodell
Das soziale Modell der Taubheit leitet sich vom Soziales Modell von Behinderung ab. Das Konzept der sozialen Behinderung wurde von Menschen entwickelt, die selbst behindert sind, ihren Familien, Freunden und den damit verbundenen sozialen und politischen Netzwerken. Fachleute aus den Bereichen Sozialwesen und Sozialwissenschaften haben maßgeblich zum sozialen Modell beigetragen. Dieses Modell beschreibt die Behinderung einer Person anhand zweier Faktoren:
- die körperlichen oder geistigen Merkmale, die diese Behinderung verursachen
- ihrer Umgebung, da diese von der Wahrnehmung anderer beeinflusst wird.[10]

Aus dieser Perspektive gelten gehörlose Menschen aufgrund ihrer Hörbehinderung als behindert, was von hörenden Menschen in ihrem Umfeld historisch als Nachteil empfunden wurde. Gehörlose können auch andere Behinderungen haben. Menschen mit Behinderungen geben an, dass die Gestaltung ihrer Umgebung sie oft behindert. In barrierefreieren Umgebungen, in denen Gehörlose nicht nur auf gesprochene Sprache zugreifen können, sind sie weniger oder gar nicht behindert. Bereiche, in denen hörende und gehörlose Menschen interagieren, sogenannte Kontaktzonen, benachteiligen gehörlose Menschen oft, da die Umgebung auf die Bedürfnisse des hörenden Gegenübers zugeschnitten ist. Die Geschichte von Martha’s Vineyard, insbesondere die Martha's Vineyard Sign Language, unterstützt diese Annahme. Zu einem bestimmten Zeitpunkt war die Gehörlosenbevölkerung auf der Insel so groß, dass es für hörende Bewohner selbstverständlich war, sowohl Gebärden- als auch Lautsprache zu beherrschen und zu verwenden, um mit ihren Nachbarn zu kommunizieren. In dieser Umgebungsgestaltung war es weder „schlecht“ noch „behindernd“, wenn jemand nicht hören konnte, um zu kommunizieren. Bei bestimmten Behinderungen können medizinische Eingriffe spätere gesundheitliche Probleme lindern. Dies gilt auch für Teile der gehörlosen Bevölkerung, da in manchen Fällen mithilfe medizinischer Technologien das Gehör wiederhergestellt werden kann. Das Sozialmodell erkennt die harte Wahrheit an, dass medizinische Eingriffe – unabhängig von ihrem Ausmaß oder Erfolg – nicht die bestehenden gesellschaftlichen Probleme lösen.
Neben der Umgestaltung behindernder zu fördernder Umgebungen unterstützen die Befürworter des Sozialmodells die vollständige Integration behinderter Menschen in die Gesellschaft. Sie fördern die größtmögliche Integration mit Gleichaltrigen, die durch ihr Umfeld nicht behindert sind, insbesondere, aber nicht ausschließlich, im schulischen Umfeld. Letztlich ist es das Ziel der Befürworter des Sozialmodells, sicherzustellen, dass alle Menschen „alle Menschenrechte und Grundfreiheiten“ uneingeschränkt genießen können. Die Ideologie des Sozialmodells von Behinderung, ein „all-inklusives“ Schulumfeld zu schaffen, wird im Kulturmodell nicht berücksichtigt. Internate trennen gehörlose und schwerhörige Kinder von ihren hörenden Altersgenossen. Die Existenz dieser Schulen ist ein Beispiel dafür, wie die Gesamtheit der Gehörlosenerfahrung respektiert und angenommen wird, anstatt sie zu ignorieren. Obwohl die Förderung der Inklusion auf allen Ebenen des Sozialmodells ein großartiges Prinzip ist, ist dies in der Praxis möglicherweise nicht immer das beste Umfeld. Im Falle einer Gehörlosigkeit kann ein Kind in einer Regelschule vieles verpassen. In einer schlecht gestalteten Regelschule kann der Aufbau von Beziehungen zu Mitschülern schwierig sein, und wichtige Lerninhalte, die von den Lehrern mündlich vermittelt werden, können verloren gehen. Infolgedessen kann das Kind sowohl schulisch als auch sozial zurückfallen. In einem Internat sind diese Herausforderungen möglicherweise nicht in gleichem Maße vorhanden, sodass gehörlose Kinder ihr soziales und schulisches Leben besser entfalten können.

## Medizinisches Modell
Das medizinische Modell der Taubheit hat seinen Ursprung in der medizinischen, sozialfürsorgerischen und mehrheitlich kulturellen Auffassung, dass Hörverlust eine Krankheit oder körperliche Behinderung sei. Es beruht auf einem umfassenderen und weiter reichenden Medizinisches Modell von Behinderung. Aus der Perspektive, dass Taubheit eine Beeinträchtigung ist, beeinträchtigt die Unfähigkeit zu hören die Fähigkeit einer Person, auf Umweltreize zu reagieren, zu kommunizieren und Aspekte der Mainstream-Kultur wie Musik zu genießen. Menschen, die nach dem Erlernen der Lautsprache einen Hörverlust erleiden, sowie Schwerhörige identifizieren sich häufig mit diesem Modell.
Im medizinischen Modell wird Taubheit aus der Perspektive einer „persönlichen Tragödie“ betrachtet, die mit allen Mitteln vermieden, ausgemerzt oder normalisiert werden sollte. Die von Fachleuten selbst vertretene Annahme, Taubheit sei eine Tragödie, fördert oft Verlustreaktionen. So können hörende Eltern die Diagnose der Taubheit ihres Kindes als Tragödie erleben, die mit Trauerreaktionen einhergeht.  Ebenso sind häufige Reaktionen wie Stress und Wut nicht unbedingt verständliche psychologische Reaktionen auf Taubheit, sondern können das Ergebnis von Situationen sein, in denen Eltern bei anderen keine angemessene Antwort auf ihre Bedürfnisse und Fragen gefunden haben.
Während die medizinische Ethik und das Gesetz vorschreiben, dass die Entscheidung über die gewünschte Behandlung beim Patienten (oder seinem gesetzlichen Vertreter) liegt, normalisieren Presse und Fachliteratur die Diskussion über Cochlea-Implantate, orale Aufklärung und allgemeine Versorgung. Im Rahmen des medizinischen Modells der Taubheit sind dies alles gängige Optionen. Dieses medizinische Modell geht davon aus, dass die Auswirkungen von Taubheit insgesamt durch den Einsatz von Technologien wie Hörgeräten, Cochlea-Implantaten, Hörhilfen und Lippenlesen gemildert werden können. Ebenso forschen Ärzte und Wissenschaftler nur, weil ein Bedarf an Informationen und Techniken zur Wiederherstellung des Gehörs besteht. Die Ansicht, dass Taubheit eine „Behinderung“ ist, hat auch wirtschaftliche Folgen im sozialpolitischen Umfeld. Auf dieser Grundlage unterstützen Regierungen in vielen Industrieländern die Kosten von Cochlea-Implantaten und anderen Therapien finanziell.
Im Rahmen des medizinischen Modells der Taubheit können natürlich implizite Fragen auftauchen, wie etwa: „Nach welchen Kriterien und von wem wird die Beeinträchtigung als Gebrechen ausgelegt? Wie ist das Gebrechen entstanden? Welche Risiken und Vorteile birgt die verfügbare Behandlung, falls es welche gibt? Was kann getan werden, um die behindernden Auswirkungen des Gebrechens zu minimieren?“

## Weiterführende Literatur
- Bienvenu MJ, Colonomos B: An Introduction to American Deaf Culture (= videotape series). Sign Media, Inc., 1989 (englisch).
- D'Andrade R.; Shweder R, Levine RA: Culture Theory, Cultural meaning systems, Cambridge University Press, New York 1984, S. 88–122, englisch
- Gelb SA: Social deviance and the 'discovery'of the moron. In: Disability, Handicap & Society. 2. Jahrgang, Nr. 3, Januar 1987, S. 247–58, doi:10.1080/02674648766780311 (englisch).
- Groce NE: Everyone Here Spoke Sign Language. Harvard University Press, 1985, ISBN 978-0-674-27040-4, The island adaptation to deafness, S. 50 (englisch, archive.org).
- Gerber DA: Listening to Disabled People: The Problem of Voice and Authority in Robert B. Edgerton's the Cloak of Competence. In: Disability, Handicap & Society. 5. Jahrgang, 1990, S. 3–23, doi:10.1080/02674649066780011 (englisch).
- Heyman B, Bell B, Kingham MR, Handyside EC: Social class and the prevalence of handicapping conditions. In: Disability, Handicap & Society. 5. Jahrgang, Nr. 2, Januar 1990, S. 167–84, doi:10.1080/02674649066780161 (englisch).
- Lane H: The Infirmity and Cultural Models of Deaf People, in The Mask of Benevolence. 2nd Auflage. Alfred A. Knopf, Inc. Vintage Books, 1999, S. 13–28 (englisch).
- Rutherford S: The Deaf Perspective (= videotape). Sign Media. Inc., 1986 (englisch).
- Schein J.; Higgins FC, Nash JE: Understanding Deafness Socially, The demography of deafness, Springfield, IL, 1987, englisch
- Schein J: At Home Among Strangers. Gallaudet University Press, Washington, DC 1989, ISBN 978-0-930323-51-6, S. 106 (englisch, archive.org).